# Tomislav Ivić
Tomislav Ivić (Split, 30 juni 1933 – aldaar, 24 juni 2011) was een Kroatisch voetballer en voetbaltrainer.

## Carrière als speler
Tomislav Ivić werd in 1933 geboren in Split, dat destijds behoorde tot het Koninkrijk Joegoslavië. Hij voetbalde als middenvelder bij de jeugd van RNK Split, dat hem in 1953 liet debuteren in het eerste elftal. In die periode studeerde hij ook aan de industriële school van Split om scheepsmachinist te worden. Ivić kwam 125 keer in actie voor de arbeidersclub en maakte in 1957 de overstap naar stadsrivaal Hajduk Split, waar hij een ploegmaat werd van onder meer Zlatko Papec, Zvonko Bego en Vinko Cuzzi. Ivić speelde elf wedstrijden voor Hajduk en zette op 30-jarige leeftijd een punt achter zijn spelerscarrière.

## Carrière als trainer

### Beginjaren
Na een trainersopleiding van drie jaar te hebben gevolgd in Belgrado startte Ivić, die timmerman van beroep was, in 1967 zijn trainerscarrière bij zijn ex-club RNK Split. Hij trainde de club een seizoen en ging dan aan de slag als jeugdcoach bij Hajduk Split. Reeds in die periode was Ivić geobsedeerd door spelpatronen.  Zo investeerde hij veel geld om met zijn echtgenote naar Brussel te reizen om de speelwijze van het Anderlechtse trio Coeck-Vercauteren-Rensenbrink, dat hij op televisie aan het werk had gezien, te doorgronden.

### Hajduk Split
In 1972 werd Ivić voor het eerst hoofdcoach van Hajduk. Hij volgde Slavko Luštrica op en leidde de club uit Split naar bekerwinst. In de finale versloeg zijn team Dinamo Zagreb met 2-1. In het seizoen 1972/73 trainde hij het bescheiden HNK Šibenik, dat in de tweede divisie uitkwam. Nadien keerde hij als hoofdcoach terug naar Hajduk Split, waar hij ditmaal in de voetsporen van trainer Branko Zebec trad. Het was het begin van een van de succesvolste periodes uit de geschiedenis van de club. Ivić, die bij Hajduk enkele van zijn vroegere jeugdspelers onder zich kreeg, won in 1974 de dubbel. Een jaar later wist Hajduk zijn landstitel te verlengen. In het seizoen 1975/76 veroverde Ivić met zijn elftal opnieuw de Joegoslavische beker en bereikte de club ook de kwartfinale van de Europacup I, waarin het werd uitgeschakeld door PSV. Hajduk won de heenwedstrijd met 2-0, maar verloor de terugwedstrijd in Eindhoven na verlengingen met 3-0.

### Joegoslavië
Van 19 december 1973 tot 3 juli 1974 maakte Ivić ook deel uit van de selectiecommissie van het Joegoslavisch voetbalelftal. De technische staf, die geleid werd door Miljan Miljanić, bestond verder uit Milan Ribar, Sulejman Rebac en Milovan Ćirić. In 1974 nam Joegoslavië deel aan het WK in West-Duitsland. Het land werd in de poule van onder meer titelverdediger Brazilië groepswinnaar. In de tweede groepsfase werd Joegoslavië laatste in de poule van latere winnaar West-Duitsland.

### Ajax

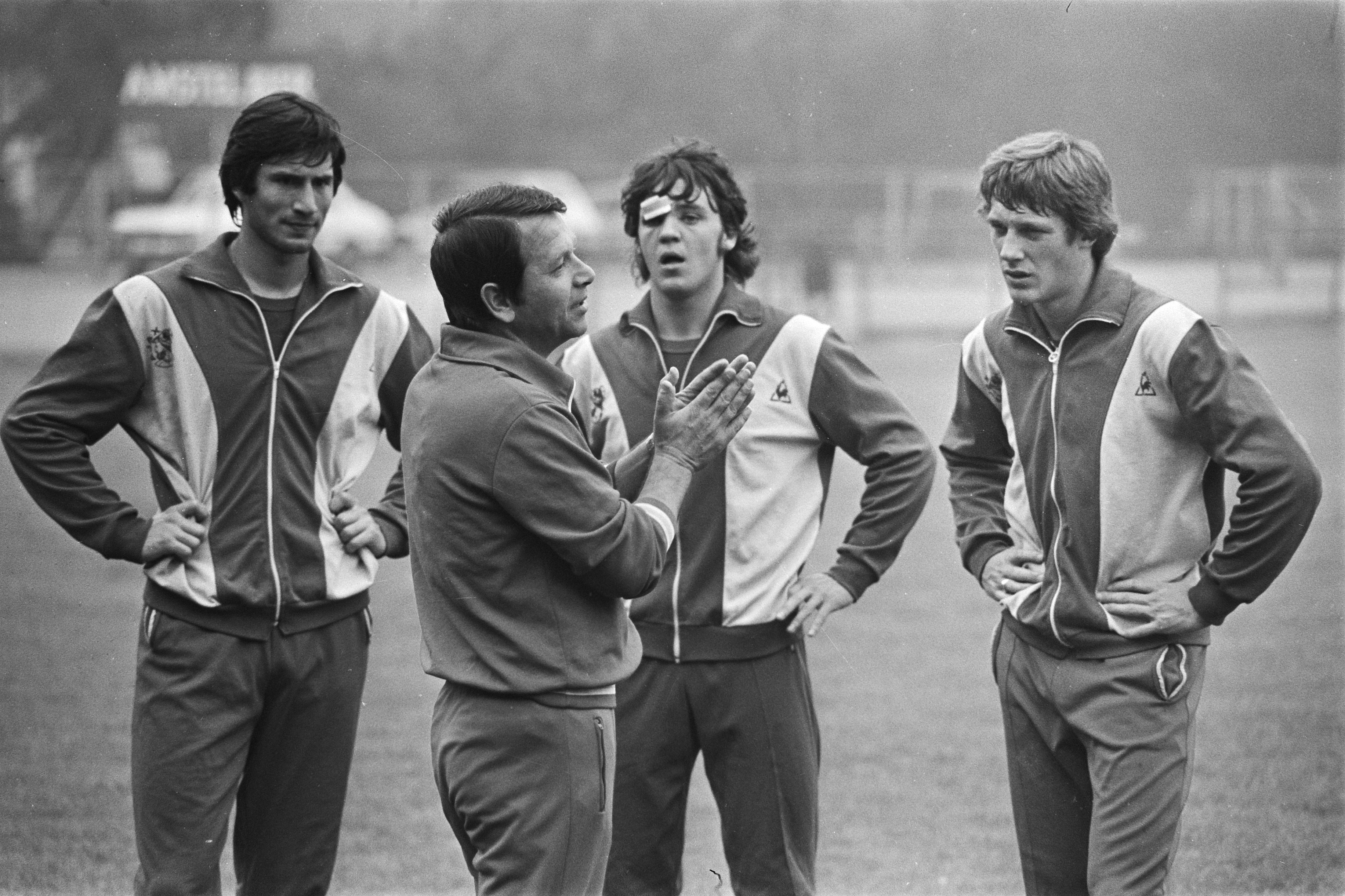
Tomislav Ivić geeft instructies aan Tscheu La Ling, Freek Lamain en Aitze Bouma tijdens een training van Ajax op 26 september 1977, 2 dagen vóór de wedstrijd Ajax-Lilleström (4-0).

In 1976 ruilde de 43-jarige Ivić de gouden generatie van Hajduk in voor Ajax, dat na drie seizoenen zonder prijs met slechts 3 3de plaatsen op rij in de competitie, hunkerde naar nieuwe successen. De Joegoslaaf, die in Amsterdam trainer Rinus Michels opvolgde, liet zijn elftal onaantrekkelijk, maar efficiënt countervoetbal spelen, hoewel dat tegen de clubcultuur indruiste. Barry Hulshoff, die na een proefperiode bij Manchester United naar Ajax was teruggekeerd, werd een belangrijke pion in het team van Ivić, die ondanks zijn behoudende en resultaatgerichte speelstijl in 1976/77, naast ervaren krachten als Piet Schrijvers, Wim Suurbier, Pim van Dord, Ruud Krol, Jan Everse, Hans Erkens, Dick Schoenaker, René Notten, Ruud Geels, en Geert Meijer, ook jonge talenten als Frank Arnesen, Søren Lerby, Tscheu La Ling, en Simon Tahamata liet doorbreken ("Arnesen, Lerby, Ling en Tahamata zijn net mijn kinderen."). In zijn eerste seizoen als Ajaxcoach, 1976/77, werden de Amsterdammers meteen kampioen, na 3 seizoenen op rij slechts als 3de te zijn gefinisht. In het KNVB beker-toernooi werd Ajax echter al bij het eerste optreden, in de 2de ronde, uitgeschakeld (FC Utrecht-Ajax 2-1 op 21 november 1976), ondanks het feit dat Ajax sedert het debuut van Simon Tahamata op 24 oktober 1976 (Ajax-FC Utrecht 7-0) in de competitie duidelijk een sterk opwaartse lijn te pakken had, na een zwakke competitiestart tussen eind augustus en half oktober 1976. In de UEFA Cup werd Ajax in de 2de helft van september 1976 al in de eerste ronde uitgeschakeld door Manchester United. Het won de thuiswedstrijd in Amsterdam met 1-0 na een treffer van Ruud Krol, maar verloor vervolgens 2 weken later de uitwedstrijd in Engeland op Old Trafford met 2-0.
In het seizoen 1977/78 mocht Ajax na 4 jaar eindelijk weer eens deelnemen aan de Europacup I voor landskampioenen. Het team van Ivić schakelde in de herfst van 1977 zonder veel moeite het Noorse Lillestrøm en het Bulgaarse Levski-Spartak uit. In de kwartfinale trof Ajax het Juventus van trainer Giovanni Trapattoni. Zowel de heen- als terugwedstrijd eindigde in een 1-1 gelijkspel in maart 1978. In de strafschoppenreeks trok de Italiaanse club in de 2de wedstrijd in Turijn aan het langste eind. Ook in eigen land kon Ajax geen prijzen meer veroveren. De Amsterdammers werden in 1978 nog wel vicekampioen met vier punten achterstand op kampioen PSV, met een beter doelsaldo dan Ajax in het seizoen 1976-1977 behaalde (+49 (85-36) tegen +36 (62-26)) en met toch wat offensiever spel dan in het seizoen 1976-1977. In de finale van de KNVB beker verloor het elftal van Ivić in Amsterdam met het kleinste verschil van AZ'67 na een treffer van Henk van Rijnsoever (0-1), waardoor het ook in dit toernooi als runner-up, als 2de finishte. In de oefenwedstrijden boekte Ajax in het seizoen 1977-1978 veel hogere en veel betere uitslagen dan in het seizoen 1976-1977. Ajax was na 3 enigszins magere jaren (1974, 1975, 1976) in ieder geval weer terug bij de top 2 in Nederland. Na een seizoen zonder nieuwe trofee in 1977-1978, mocht de verdedigend ingestelde trainer evenwel vertrekken.

### Hajduk Split
Na twee seizoenen in Nederland keerde de Joegoslaaf half 1978 terug naar Hajduk Split. Hoewel hij in tegenstelling tot zijn voorganger Vlatko Marković niet op spits Slaviša Žungul kon rekenen, wist hij opnieuw de titel te veroveren met Hajduk. In het daaropvolgende seizoen speelde de Joegoslavische topclub een vriendschappelijk duel tegen Anderlecht. Ivić, die na de 0-1 nederlaag tegen de Brusselaars een innemende toespraak hield in het Marjan Hotel in Split, maakte indruk op het Anderlechtbestuur, dat na het teleurstellende seizoen 1979/80 op zoek was naar een nieuwe coach. Dankzij de bemiddeling van de Hongaarse spelersmakelaar Jenő Békeffy, die goede relaties had met de clubs Anderlecht, Ajax, Feyenoord en PSV, tekende Ivić in 1980 een contract bij Anderlecht.

### Anderlecht
Net als bij Ajax in 1976 introduceerde Ivić in Brussel een defensieve speelstijl die tegen de clubcultuur indruiste. De club nam in de zomer van 1980 afscheid van sterkhouders als Rob Rensenbrink, Gilbert Van Binst, François Van der Elst en Nico de Bree, en haalde onder meer Morten Olsen naar het Astridpark. De Deense middenvelder werd door Ivić, die bij Anderlecht voor een 5-3-2-formatie koos, omgevormd tot de libero van het elftal. Om zijn team te vervolledigen haalde Ivić de snelle verdediger Luka Peruzović weg bij zijn ex-club Hajduk.
De aanpak van Ivić zorgde ervoor dat Anderlecht in het seizoen 1980/81 al snel afstand nam van de overige titelkandidaten. Toen de club tijdens de winterperiode door de komst van de creatieve middenvelder Juan Lozano versterkt werd, kon niemand het elftal van Ivić nog afstoppen. Anderlecht werd in 1981 voor eerst in zeven jaar kampioen. Het beëindigde de competitie, dat toen nog beschikte over een tweepuntensysteem, met elf punten voorsprong op vicekampioen KSC Lokeren.
In het daaropvolgende seizoen zag Anderlecht de Nederlanders Arie Haan en Johnny Dusbaba naar rivaal Standard Luik vertrekken. Ivić zelf versterkte zijn team met onder meer Mićun Jovanić, die de coach nog kende van zijn periode bij Hajduk, en de Deense middenvelder Per Frimann. Maar desondanks was het Standard dat in het seizoen 1981/82 uitgroeide tot het sterkste team in de competitie. Anderlecht verloor in zijn eerste supercup na strafschoppen van Standard en moest later ook de landstitel aan de Rouches laten. In de Europacup I presteerde Anderlecht beter. De club behaalde in 1982 onder Ivić zijn beste resultaat in de Europacup voor landskampioenen. De Brusselaars schakelden onder meer Juventus en Rode Ster Belgrado uit, en werden zelf pas in de halve finale uit het toernooi gewipt door Aston Villa. Anderlecht verloor de heenwedstrijd in Villa Park met 1-0 en raakte voor eigen volk niet verder dan een scoreloos gelijkspel.
In de zomer van 1982 haalde voorzitter Constant Vanden Stock het spitsenduo van de Belgische nationale ploeg, Erwin Vandenbergh en Alex Czerniatynski, naar Anderlecht, hoewel de twee spitsen volgens Ivić niet geschikt waren voor de hoge pressing die hij van zijn aanvallers verlangde. Anderlecht kon in het seizoen 1982/83 opnieuw geen afstand nemen van Standard en het bezeten gedrag van de trainer zorgde steeds vaker voor gemor in de spelersgroep. In september 1982, na een 2-1 nederlaag tegen KSV Waregem, werd Ivić ontslagen. Onder zijn opvolger Paul Van Himst veroverde Anderlecht dat seizoen de UEFA Cup.

### Galatasaray
In 1983 ging Ivić aan de slag bij het Turkse Galatasaray. De club uit Istanboel was al sinds 1973 op zoek naar een nieuwe landstitel. Maar de Joegoslaaf, die in Turkije spelers als Fatih Terim, Tarik Hodžić en Mustafa Denizli onder zijn hoede kreeg, slaagde er niet in om prijzen te veroveren met Galatasaray. De club werd nog wel derde in de competitie en werd in het bekertoernooi in de kwartfinale uitgeschakeld door Karşıyaka. Na het seizoen mocht Ivić opnieuw vertrekken en stelde voorzitter Ali Uras de West-Duitse bondscoach Jupp Derwall aan als zijn opvolger.

### Dinamo Zagreb
De inmiddels 51-jarige Ivić keerde terug naar zijn geboorteland, waar hij ditmaal coach werd van Dinamo Zagreb. De club speelde onder zijn leiding geen rol van betekenis in de competitie. Zagreb eindigde buiten de top vijf en dwong geen Europees voetbal af. In de beker kende het team van Ivić meer succes, maar desondanks werd de Joegoslaaf nog voor het einde van het seizoen ontslagen. Zijn assistent Zdenko Kobešćak nam het roer over en bereikte nadien nog de bekerfinale, maar verloor daarin van Rode Ster Belgrado.

### Avellino
In 1985 kreeg Ivić de functie van technisch directeur bij het Italiaanse US Avellino, omdat in die periode buitenlandse trainers in Italië geen hoofdcoach mochten zijn. Het team, dat beschikte over bekende spelers als Batista, Ramón Díaz, Fernando De Napoli en Angelo Alessio, belandde in het seizoen 1985/86 al snel in de middenmoot, ondanks een knappe 1-0 zege tegen latere vicekampioen AS Roma. Op 24 februari 1986 werd de samenwerking met Ivić stopgezet na een 1-1 gelijkspel tegen Pisa. Assistent-trainer Enzo Robotti nam nadien tijdelijk de sportieve leiding over.

### Panathinaikos
Na vier jaar zonder prijs leek Ivić, die nochtans de reputatie had een van de grondleggers van het moderne voetbal te zijn, het winnen verleerd. Na zijn ontslag bij Avellino werd hij op 12 juni 1986 trainer van het Griekse Panathinaikos. Ivić trad bij de club uit Athene in de voetsporen van de Tsjecho-Slowaak Petr Packert, die in 1986 de dubbel had veroverd. Onder de Joegoslaaf, die ook in Griekenland een 5-3-2-formatie probeerde in te voeren, kende Panathinaikos minder succes. De club werd al in de eerste ronde van de Europacup I uitgeschakeld door Ivić' landgenoten van Rode Ster Belgrado. Op 5 november 1986 werd Ivić ontslagen en vervangen door Vassilis Daniil.

### Porto

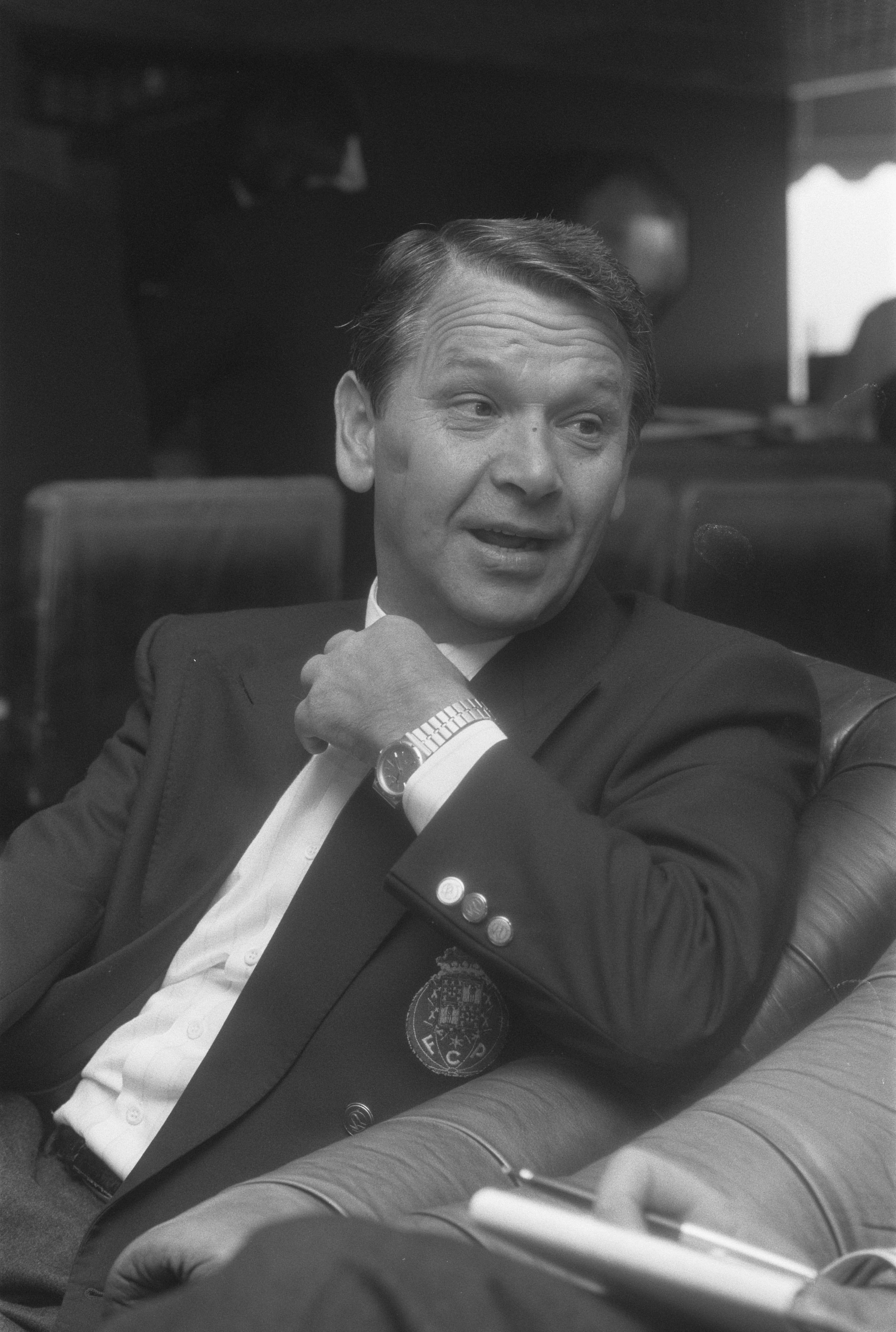
Ivić als coach van FC Porto (november 1987).

In 1987 haalde Luciano D'Onofrio, die toen als rechterhand van voorzitter Jorge Nuno Pinto da Costa de sterke man van FC Porto was, de Joegoslavische coach naar Portugal. Ivić werd bij Porto de opvolger van trainer Artur Jorge, die eerder dat jaar de Europacup I had veroverd na een spannende zege tegen Bayern München.
De inmiddels 54-jarige Ivić mocht het in zijn eerste maanden als coach van Porto opnemen tegen zijn ex-club Ajax in de strijd om de UEFA Super Cup. Porto won zowel de heen- als terugwedstrijd met 1-0 dankzij doelpunten van Rui Barros en António Sousa, en werd zo de eerste Portugese club die de Europese supercup in ontvangst mocht nemen. Een maand later, in november 1987, mocht Porto ook deelnemen aan de wereldbeker voor clubs. In de finale werd het Uruguayaanse Peñarol met 2-1 verslagen na verlengingen. De maker van het beslissende doelpunt, de Algerijnse middenvelder Rabah Madjer, werd na afloop verkozen tot man van de wedstrijd. Ook in Portugal toonde het team van Ivić zich de sterkste. Porto werd in 1988 landskampioen met vijftien punten voorsprong op Benfica en veroverde ook de beker door in de finale met 1-0 te winnen van Vitória Guimarães. Ivić was de eerste coach die met Porto vier trofeeën in een seizoen won. Dat record werd in het seizoen 2010/11 geëvenaard door André Villas-Boas.

### Paris Saint-Germain
Na het uitstekende seizoen bij Porto werd Ivić in 1988 aangesteld als nieuwe hoofdcoach van Paris Saint-Germain. Hij volgde Gérard Houllier op, maar kon in tegenstelling tot zijn voorganger geen prijzen veroveren met de Parijzenaars. Ivić, die beschikte over talentvolle spelers als Safet Sušić, Daniel Xuereb en Michel Bibard, eindigde met PSG op de tweede plaats in Division 1, net achter kampioen Olympique Marseille. Een jaar later zakte de club terug naar de vierde plaats, ondanks de komst van de Joegoslavische spits Zlatko Vujović. Na het seizoen 1989/90 werd Ivić opgevolgd door Henri Michel.

### Atlético Madrid
Eind augustus 1990 werd Ivić door voorzitter Jésus Gil y Gil aangesteld als trainer van Atlético Madrid, waar de Joegoslaaf het roer overnam van de Spanjaard Joaquín Peiró. Hoewel Ivić een beroep kon doen op bekende spelers als Baltazar, Juan Carlos Aguilera en Paulo Futre werd Atlético in de eerste ronde van de UEFA Cup uitgeschakeld door het Roemeense Politehnica Timișoara. In oktober 1990 werd de Duitse middenvelder Bernd Schuster weggeplukt bij stadsrivaal Real Madrid. Na de komst van de Duitser legde Atlético beslag op de tweede plaats in het klassement. Desondanks werd de samenwerking met Ivić, die met Atlético ook nog kans maakte op de Copa del Rey, reeds in juni 1991 stopgezet. Ivić' positie was onhoudbaar geworden door een conflict met de spelersgroep als gevolg van zijn zenuwinzinking na de nederlaag tegen Real Valladolid in de kwartfinale van de beker. Bovendien stond er met trainer en clubicoon Luis Aragonés, die in de pers kritiek uitte op de defensieve speelstijl van de Joegoslavische oefenmeester, al een tijdje een vervanger klaar. In afwachting van de komst van Aragonés nam assistent-trainer Iselín Santos Ovejero tijdelijk de functie van Ivić over. Onder zijn leiding bereikte Atlético de bekerfinale, waarin de club met 1-0 won van Mallorca. Na het seizoen werd Aragonés voor de zesde keer hoofdcoach van Los Colchoneros.

### Marseille
Na zijn passage bij Atlético keerde Ivić terug naar de Franse Division 1. Ivić werd in juli 1991 op vraag van technisch directeur Raymond Goethals, die Ivić nog kende van zijn periode bij Anderlecht, hoofdcoach van Olympique Marseille. Hoewel de Kroaat bij zijn aanstelling beloofde om zijn defensieve speelstijl achterwege te laten, maakte hij tijdens zijn eerste maanden geen grote indruk als coach van l'OM. Marseille, dat in 1991 nog de finale van de Europacup I had gehaald en beschikte over bekende spelers als Jean-Pierre Papin, Didier Deschamps, Basile Boli en Abédi Pelé, kon onder Ivić niet overtuigen in Europa. In de 1/8 finale van de Europacup I nam Marseille het op tegen Sparta Praag. Het team van Ivić kwam in de heenwedstrijd 3-0 voor, maar zag de Tsjecho-Slowaken nog tot 3-2 terugkomen via twee strafschoppen. In de terugwedstrijd, op 6 november 1991, schakelde Praag de Fransen uit door met 2-1 te winnen. Na de Europese uitschakeling, die samenviel met de Kroatische Onafhankelijkheidsoorlog, vroeg Ivić aan voorzitter Bernard Tapie om hem op vakantie te sturen. Ivić, die vervolgens zijn Kroatische familie naar Zuid-Frankrijk overbracht, werd opgevolgd door technisch directeur Raymond Goethals.

### Benfica
In augustus 1992 nam Benfica afscheid van de Zweedse succescoach Sven-Göran Eriksson en werd Ivić aangeduid als zijn opvolger. Het was overigens niet de eerste keer dat Benfica bij de Kroaat uitkwam. In 1984 had de club hem al eens aangenomen, maar toen stapte Ivić al na een maand op wegens een conflict over zijn honorarium. Ivić wilde betaald worden in dollars, maar toenmalig voorzitter Fernando Martins weigerde dat en wilde hem uitbetalen in escudos, waarna de trainer opstapte. Ook in 1992 hield hij het niet lang vol in Lissabon. Na negen competitiewedstrijden werd Ivić aan de deur gezet omdat hij er niet in geslaagd was een speelstijl te ontwikkelen die bij de club paste. Benfica stond op het ogenblik van zijn ontslag op de tweede plaats, op een punt van leider Porto.

### Porto
Ondanks zijn snel ontslag bij rivaal Benfica vond Ivić in juli 1993 opnieuw onderdak bij zijn vroegere werkgever Porto. Hij trad er in de voetsporen van de Braziliaan Carlos Alberto Silva, die na twee landstitels op rij terugkeerde naar Zuid-Amerika. In tegenstelling tot zijn vorige doortocht bij Porto sleepte Ivić ditmaal geen enkele prijs in de wacht. De Kroaat wisselde tot grote ergernis van de supporters voortdurend van opstelling en moest in de Portugese competitie zowel Benfica als Sporting Lissabon laten voorgaan. Eind januari 1994 mocht Ivić zijn koffers pakken. Bobby Robson, die even voordien zelf ontslagen was bij Sporting Lissabon, volgde hem op.

### AS Monaco
Na het vertrek van Arsène Wenger in oktober 1994 naar Arsenal werd Ivić door Monaco-voorzitter Jean-Louis Campora benaderd om de nieuwe trainer, Jean-Luc Ettori, bij te staan. De Kroaat kreeg de functie van technisch directeur, maar verliet de club nog voor het einde van het jaar. In december 1994 ging Ivić in op een aanbieding uit Turkije.

### Bondscoach van Kroatië
In september 1994 werd Dinamo Zagreb-trainer Miroslav Blažević, die toen ook bondscoach van Kroatië was, door de UEFA geschorst na een incident tijdens een Europacup II-wedstrijd tegen Auxerre. Daardoor moest de Kroatische voetbalbond voor de EK-kwalificatiewedstrijd van 16 november 1994 tegen Italië op zoek naar een vervanger voor Blažević. De inmiddels 61-jarige Ivić mocht de Kroatische selectie tijdens de interland leiden en zag hoe zijn elftal in het Stadio Renzo Barbera met 1-2 won na twee doelpunten van Davor Šuker.

### Fenerbahçe
In december 1994 ging Ivić, die toen nog werkzaam was bij AS Monaco, in op een aanbieding van Fenerbahçe. De Kroaat volgde begin januari 1995 de Duitser Holger Osieck op. Hij loodste Fenerbahçe naar de vierde plaats in de Turkse competitie, waardoor de club in het volgende seizoen mocht deelnemen aan de voorrondes van de UEFA Cup. Na afloop van het seizoen 1994/95 mocht Ivić vertrekken en haalde Fenerbahçe de Braziliaan Carlos Alberto Parreira in huis als nieuwe trainer.

### Al-Wasl en bondscoach van de VAE
Op 24 december 1995 werd Ivić benoemd als bondscoach van de Verenigde Arabische Emiraten. Hij leidde het land in oktober 1996 naar de vierde plaats op de Gulf Cup of Nations en nam twee maanden later als gastland ook deel aan de Asian Cup. De Verenigde Arabische Emiraten bereikte de finale, maar verloor daarin na strafschoppen van Saoedi-Arabië. Na het toernooi werd Ivić opgevolgd door de Braziliaan Lori Sandri.
In de periode 1996-1997 was Ivić in de Verenigde Arabische Emiraten ook een tijdje coach van Al-Wasl Club.

### Persepolis en bondscoach van Iran
In 1997 werd Ivić vicevoorzitter en sportief directeur bij zijn ex-club Hajduk Split. De comfortabele functie ruilde hij in november 1997 in om bondscoach te worden van de Iraanse nationale ploeg, die hij nog goed kende van zijn periode als bondscoach van de Verenigde Arabische Emiraten. Iran, dat zich voor de komst van Ivić al gekwalificeerd had voor het WK 1998, oefende in de aanloop naar het toernooi tegen onder meer AS Roma. De Italiaanse club won het duel met 7-1, waarna de Iraanse voetbalbond besloot om Ivić aan de deur te zetten. Technisch directeur Jalal Talebi nam zijn functie over en trok in zijn plaats naar het WK in Frankrijk.
Een maand na zijn aanstelling als bondscoach, op 29 december 1997, werd Ivić ook trainer van Persepolis FC. Hij leidde de club vijf dagen en gaf vervolgens de leiding door aan zijn landgenoot en assistent Ivica Matković.

### Standard Luik
Na een afwezigheid van 16 jaar keerde Ivić terug naar het Belgisch voetbal. In 1998 namen Luciano D'Onofrio, de gewezen sterke man van Porto, Robert Louis-Dreyfus en Reto Stiffler het in financiële moeilijkheden verkerende Standard Luik over. D'Onofrio, die na zijn periode bij Porto een succesvolle carrière als spelersmakelaar had uitgebouwd, werd bij Standard onder meer verantwoordelijk voor het transferbeleid. Hij stelde in de zomer van 1998 de 65-jarige Ivić aan als nieuwe coach van de Rouches. Hij volgde zijn vroegere speler en landgenoot Luka Peruzović op. Željko Mijač en oud-speler Jean Thissen werden de assistenten van Ivić.
Via de ervaren Ivić kreeg D'Onofrio toegang tot de spelersmarkt van het voormalig Joegoslavië. Zo wist D'Onofrio onder meer Kroatische toppers als Robert Prosinečki en Milan Rapaić naar Luik te halen. Ook in 1998 was de invloed van Ivić op het transferbeleid van Standard duidelijk. De Rouches trokken in totaal vier spelers aan met een verleden bij Ivić' ex-club Hajduk (Vedran Runje, Ivica Mornar, Adrian Aliaj en Joško Bilić). Daarnaast maakte ook Reza Torabian, die Ivić nog kende van zijn periode als bondscoach van Iran, de overstap naar Luik.
Hoewel D'Onofrio ook zijn persoonlijke connecties aansprak om de toppers António Folha en André Cruz naar Standard te halen, deed Standard in het seizoen 1998/99 nooit echt mee om de titel. Vooral het blessureleed van de broers Emile en Mbo Mpenza zorgde ervoor dat Standard niet in de buurt kwam van uiteindelijke landskampioen Racing Genk. Aan het einde van de competitie leed Standard ook zijn zwaarste thuisnederlaag ooit. Het elftal van Ivić werd op Sclessin met 0-6 vernederd door aartsrivaal Anderlecht.
In de zomer van 1999 mocht Ivić onder meer de jonge verdediger Daniel Van Buyten in Luik verwelkomen. Maar ondanks de vele in- en uitgaande transfers kende Standard een slechte seizoensstart. Na zes speeldagen bood Ivić zijn ontslag aan. Zijn assistent Željko Mijač werd tijdelijk hoofdcoach van Standard; Ivić kreeg de functie van technisch raadgever. In december 1999 gooide Standard het over een andere boeg en werd de andere assistent, Jean Thissen, benoemd tot hoofdcoach. Onder Thissen steeg Standard naar de vijfde plaats in het klassement en wist de club zich net als Genk te plaatsen voor de bekerfinale. Omdat Standard met het veroveren van de beker zijn eerste trofee sinds 1993 kon winnen, besloot het bestuur om de ervaren Ivić opnieuw de functie van hoofdcoach te geven. De Kroaat nam tijdens de bekerfinale plaats op de bank en zag Standard met 4-1 verliezen.
Ondanks de zware nederlaag behield Ivić het vertrouwen van de club. De Kroaat startte ook het seizoen 2000/01 als hoofdcoach van Standard en mocht met de komst van Ivica Dragutinović en Robert Prosinečki weer twee ex-Joegoslaven aan zijn spelerskern toevoegen. Dominique D'Onofrio, broer van Luciano, en oud-speler Christophe Labarbe werden de nieuwe hulptrainers van de Kroaat. Maar voor het derde seizoen op rij kon Ivić niet voor de gewenste resultaten zorgen. Op 2 december 2000 braken er na een 2-1 nederlaag tegen AA Gent supportersrellen uit. Ivić trok zich de onrust binnen de club erg aan en kreeg enkele dagen later op training een beroerte. Tijdens de winterstop vroeg Ivić om vervangen te worden, waarna het bestuur oud-speler Michel Preud'homme liet debuteren als trainer.

### Marseille
Hoewel Ivić door hartproblemen besloot om zijn carrière af te bouwen, ging hij in april 2001 opnieuw aan de slag als hoofdcoach bij Olympique Marseille. Ivić, die bij l'OM de Spanjaard Javier Clemente opvolgde, was ook in 1999 al een keer in beeld bij de Zuid-Franse club.
Ivić nam de laatste vier speeldagen van de Ligue 1 voor zijn rekening en zette nadien een stap opzij wegens persoonlijke en gezondheidsredenen. Zijn vervanger, José Anigo, werd echter al in augustus 2001 aan de deur gezet, waarna Ivić opnieuw terugkeerde als hoofdtrainer.
Mede dankzij Robert Louis-Dreyfus, de aandeelhouder van de Rouches die midden jaren 90 ook l'OM van de ondergang had gered, was er een sterke band ontstaan tussen Standard en Marseille. Zo maakte in 2001 niet alleen Ivić de overstap van Standard naar Marseille, ook spelers Daniel Van Buyten, Vedran Runje en Jurgen Cavens ruilden de Vurige Stede in voor de Zuid-Franse havenstad. In 2006 opende het parket van Luik een onderzoek naar de vele transfers tussen beide clubs.
Eind november 2001 belandde Ivić tijdelijk in het ziekenhuis wegens hartproblemen. Zijn assistent Zoran Vujović nam toen de sportieve leiding over.

### Al-Ittihad
In juli 2002 verhuisde de Kroatische trainer naar Saoedi-Arabië, waar hij de Braziliaan José Oscar Bernardi opvolgde als coach van Al-Ittihad. Hij tekende aanvankelijk een eenjarig contract en ontving daarvoor 450.000 dollar.
Op 25 november 2004 werd Ivić ontslagen na een nederlaag tegen Seongnam Ilhwa Chunma in de heenwedstrijd van de finale van de Champions League.
In 2006 keerde Ivić terug naar Standard, waar hij verantwoordelijk werd voor het opleidingscentrum van de club. Op 24 juni 2011 overleed hij op 77-jarige leeftijd in zijn geboortestad Split. Hij kampte met hartproblemen en leed al geruime tijd aan diabetes.

## Erelijst

### Als trainer
Hajduk Split
- Prva Liga (3): 1973/74, 1974/75, 1978/79
- Maarschalk Tito Beker (4): 1971/72, 1972/73, 1973/74, 1975/76

 Ajax
- Eredivisie (1): 1976/77

 RSC Anderlecht
- Eerste klasse (1): 1980/81

 FC Porto
- Europese Supercup (1): 1987
- Wereldbeker voor clubteams (1): 1987
- Primeira Divisão (1): 1987/88
- Taça de Portugal (1): 1987/88

 Atlético Madrid
- Copa del Rey (1): 1990/91

 Olympique Marseille
- Division 1 (1): 1991/92

 Al-Ittihad
- Saudi Crown Prince Cup (1): 2003/04

## Trivia
- Ivić behoort tot de 6 coaches die in vier verschillende Europese landen kampioen werden. De andere trainers zijn Eric Gerets, Ernst Happel, José Mourinho, Giovanni Trapattoni en Carlo Ancelotti.[49]
- Ivic was een vriend van Vujadin Boškov, die trainer was bij FC Den Haag (half 1974-half 1976) en Feyenoord (half 1976-half 1978).
- Het is Ivić die Anderlecht-manager Michel Verschueren begin jaren 80 de bijnaam "Mister Michel" bezorgde.[9]
- Ivić is, samen met Lucien Leduc, de enige trainer die zowel Olympique de Marseille als aartsrivaal Paris Saint-Germain coachte.